# Рожина, Лилия Николаевна
Лилия Николаевна Рожина (6 сентября 1935, Минск — 5 февраля 2020) — доктор психологических наук, профессор, академик Международной академии наук высшей школы (Россия), академик Академии социальных и педагогических наук (Россия), научные достижения подтверждены Американским биографическим институтом (США) сертификатом «Женщина 2003 г.» и биографический энциклопедий «Who is who?» (США, 2004 г.).

## Биография
Родилась в г. Минске. Родители имели филологическое образование (БГУ). Отец — автор учебников по белорусскому языку и методике его преподавания, один из первых, кто перевёл произведения А. П. Чехова и Н. С. Лескова на белорусский язык. Семья во многом определила научные интересы Л. Н. Рожиной, приобщив её с ранних лет к духовному богатству русской, белорусской и мировой культуры в целом.
В 1953 г. с золотой медалью окончила СШ № 15 г. Минска и поступила на филологический факультет БГУ.
В 1960 году поступила в аспирантуру НИИ психологии АПН СССР (лабораторию психологии личности).
В 1964 г. защитила кандидатскую диссертацию («Отношение младших школьников к литературным героям, их переживаниям и мыслям») в НИИ психологии АПН СССР. Была распределена в МГПИ им. М. Горького (ныне БГПУ), с работой в котором связана практически вся её дальнейшая профессиональная и творческая судьба.
В течение 9 лет (1973—1981) находилась в США и Австрии (по месту работы мужа — ответственного сотрудника Секретариата ООН), где продолжала педагогическую, научную и общественную деятельность.
С 1987—1997 г. — заведующая общеуниверситетской кафедрой психологии МГПИ (ныне БГПУ). Рожиной была разработана концепция и проект подготовки практических психологов, который был реализован сотрудниками кафедры на факультете естествознания («Биология. Практическая психология»), музыкально-педагогическом факультете («Музыкальное искусство. Практическая психология»).
В 1993 г. защитила докторскую диссертацию на тему «Художественное познание человека как фактор развития личности старшеклассника».
В течение семи лет Рожина возглавляла экспертный совет по психологическим специальностям ВАК РБ. Была награждена двумя Почетными грамотами и Благодарностью ВАК РБ. Работала как член Белорусского комитета защиты мира, член Президиума Белорусского общества психологов СССР, член Методического совета Министерства просвещения БССР и РБ и научно-методического совета МГПИ (ныне БГПУ), член Правления общества психологов Республики Беларусь. Член совета по защите докторских и кандидатских диссертаций БГПУ.
Автор более 350 научных работ, среди которых — 5 монографий, 16 учебных и учебно-методических пособий, 6 глав в монографиях, более 250 статей посвященных проблемам художественного познания психики человека, роли искусства в развитии самосознания личности, её эмоциональной сферы, образных структур мышления и когнитивных стилей, нравственно-эстетического воспитания. Под научным руководством Рожиной Л. Н. защищены 14 кандидатских и 25 магистерских диссертаций

## Награды
- Грамотой Верховного Совета БССР (1960 г.)
- Медалью «За доблестный труд» (1970 г.)
- Медалью «Отличник народного просвещения» (1985 г.)
- Почетной Грамотой ЦК КПСС, Совета Министров СССР, ВЦСПС и ЦК ВЛКСМ (1987 г.)
- Двумя Почетными Грамотами (1997 г., 2004 г.)
- Благодарностью ВАК РБ (2007 г.)
- Нагрудным знаком «За вклад в развитие БГПУ» (2010 г.).
- Американским биографическим институтом (США) присвоено звание «Женщина года» (2003), а также включена в биографическую энциклопедию «Who is who?» (США, 2004 г.).

## Научные интересы
Л. Н. Рожиной открыто новое научное направление — художественное познание психики человека субъектами образовательного процесса, основные понятия которого — художественная перцепция, художественная фасилитация и художественная коммуникация.
В контексте этого практико-ориентированного направления Л. Н. Рожиной разработано более 70 авторских сценариев проведения семинарских, практических, лабораторных, тренинговых занятий, опубликованных в пособиях и статьях.
Научные и научно-методические исследования Л. Н. Рожиной заложили основания модели когнитивно-личностного развития.
Решая задачу когнитивно-личностного развития личности обучающихся Л. Н. Рожина предлагает тонкий психологический анализ художественных и документальных текстов.
Рожиной изучается концептосфера студентов, вербальныго и невербального интеллекта, когнитивных стилей и социально-перцептивных способностей, эмоциональной сферы личности, творческого мышления и креативности.